# Gabriel Ghanoum

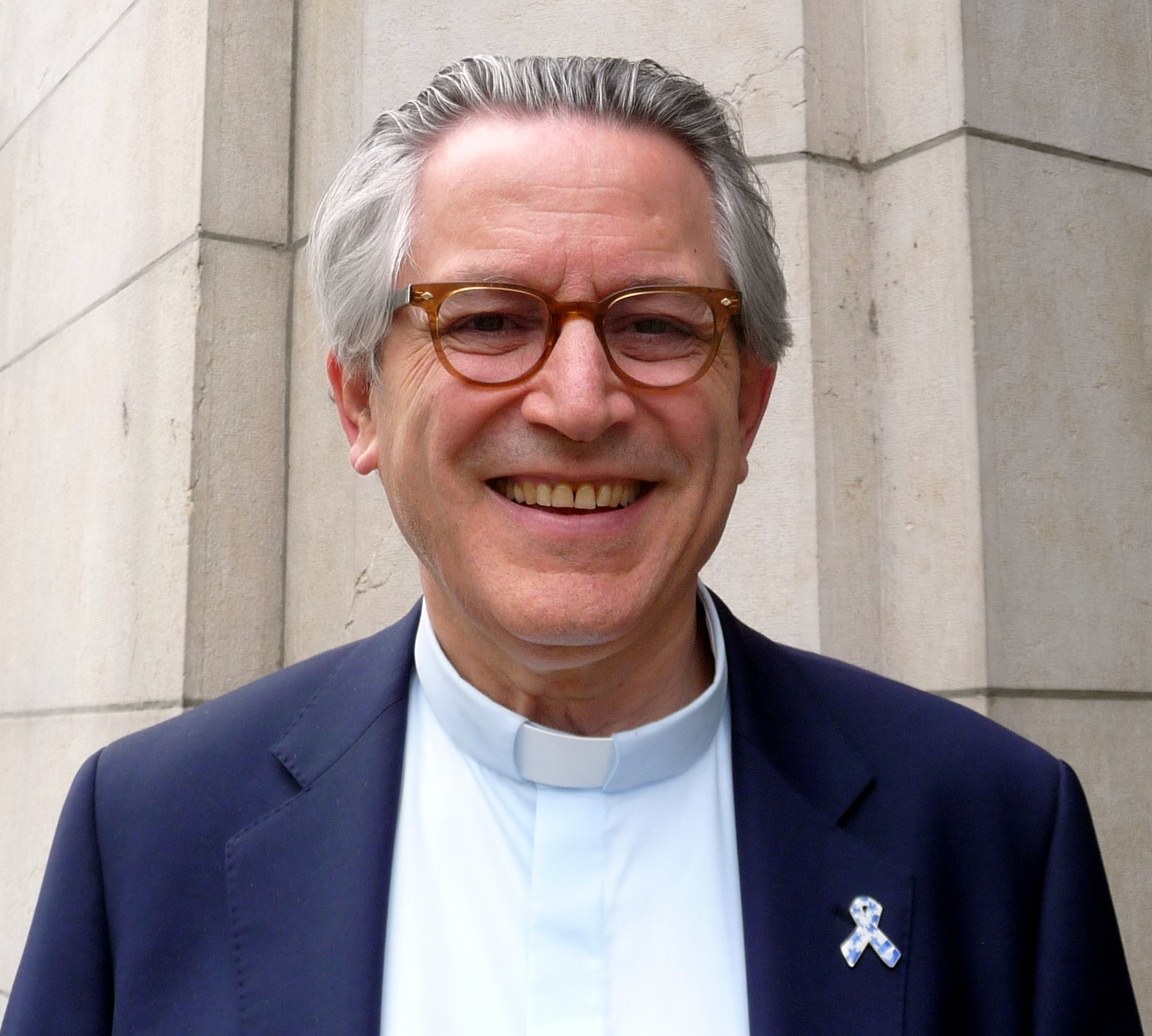

Gabriel N. Ghanoum (nacido en el El Cairo), es el actual Gran Archmandrita de la Iglesia greco-católica melquita para México, América Central y el Caribe.
La formación académica de Gabriel Ghanoum incluye una título de grado de la Ain Shams University de El Cairo, una maestría en Relaciones Internacionales de la Universidad de la Sorbona, una maestría en Administración de Negocios del Instituto Tecnológico Autónomo de México y una maestría en Teología de la Hellenic College and Holy Cross Greek Orthodox School of Theology en Brookline.
Monseñor Ghanoum fue ordenado presbítero en 1993. Ya desde 1994, Monseñor Ghanoum inició su trabajo pastoral en la zona de Miami. En 1999 Monseñor Ghanoum fue designado párroco de la Iglesia de San Judas, en Brickell y fue su pastor hasta 2010, cuando fue trasladado a la Iglesia de San Nicolás, en Delray Beach. En 2007, al fallecer el reverendo Antonio Mouhanna, Su Beatitud, el Patriarca greco-melquita de Antioquía, Alejandría y Jerusalén, Gregorio III Laham, designa a monseñor Ghanoum como Gran Archimandrita y Exarca de la Eparquía de México, América Central y el Caribe.
En 2011, Monseñor Ghanoum fue presentador de una serie de programas titulada La Iglesia Melquita Católica, que se transmitió por la cadena EWTN.